# لیا اورلاندینی
لیا اورلاندینی (ایتالیایی: Lia Orlandini؛ ۱۲ ژانویه ۱۸۹۶ – ۱۱ ژوئن ۱۹۷۹) بازیگر اهل ایتالیا بود.
از فیلم‌ها یا برنامه‌های تلویزیونی که وی در آن نقش داشته است، می‌توان به دام عشق و هوس‌های امپراتور اشاره کرد.